# Víctor Bernárdez
Víctor Salvador Bernárdez Blanco (La Ceiba, 24 maggio 1982) è un ex calciatore honduregno, di ruolo difensore.

## Palmarès

### Club

#### Competizioni nazionali
- Campionato belga: 1

Anderlecht: 2009-2010
- MLS Supporters' Shield: 1

San Jose Earthquakes: 2012